# 第九个寡妇 (电视剧)
《第九个寡妇》（英語：The Ninth Widow），2012年中国大陆电视剧，导演黄建勋，主演叶璇、刘佩琦、李东学、方慧、肖轶、李蓓蕾。根据美籍华人严歌苓同名小说改编而成。2013年6月24日浙江卫视上星。

## 播放平台
| 頻道           | 所在地   | 播映日期      | 播出時間             |
| -------------- | -------- | ------------- | -------------------- |
| 湖南电视剧频道 | 中国大陆 | 2012年11月9日 |                      |
| Astro全佳HD    | 马来西亚 | 2013年1月13日 | 每週日14:00播出      |
| 佳樂台         | 新加坡   | 2013年4月9日  | 每週一至週五19:00    |
| 佳樂台         | 新加坡   | 2016年4月6日  | 每週一至週五00:00    |
| 浙江卫视       | 中国大陆 | 2013年6月24日 | 每晚19：30播出       |
| Astro AEC      | 马来西亚 | 2013年12月4日 | 週一至週五18：30播出 |

## 剧情
20世纪30年代到40年代，中华民国中原地区河南的寡妇“王葡萄”与父亲、恋人及姐妹们的感情及人生。

## 演出
| 演员   | 角色   | 备注 |
| 叶璇   | 王葡萄 | 曾是童养媳，爱上孙少勇，懷孕並產下一子。有一双豹子眼，個性堅毅，一生守護孫家。                                   |
| 刘佩琦 | 孙怀清 | 王葡萄的父亲。太平鎮鎮長，人稱二大，見識廣博，因救了日本傷兵一命被判槍斃，由葡萄救下藏在地窖由暗無天日生活多年。 |
| 李东学 | 孙少勇 | 王葡萄的恋人，孙二大长子。因害得父親被槍斃悔恨不已，亦因此被葡萄拒諸門外。二人最終生下一子。                     |
| 左腾云 | 史修阳 | 壮丁。綽號史癞子，原本生性懶惰，和淘米兒結親後變得勤奮。                                                         |
| 方慧   | 李秀梅 | 王葡萄的友人，孙少勇未婚妻。愛上表哥孫銀虎。                                                                     |
| 李蓓蕾 | 淘米儿 | 村裡的浣紗娘，個性潑辣，但內心有情有義。                                                                         |
| 肖轶   | 孙银虎 | 孙克贤儿子，李秀梅表哥。深愛表妹李秀梅。                                                                         |
| 李肖宁 | 朱梅   | 本是戲班琴師，後成了軍官。曾欺騙淘米兒感情，後爱上王葡萄。                                                       |

## 曲目
| 曲序 | 曲目               |      | 作曲   | 歌手               |
| ---- | ------------------ | ---- | ------ | ------------------ |
| 1.   | 《天妒》（主题曲） | 陈涛 | 马上又 | 谭晶、李佳、马上又 |

## 制作
李东学出演“孙少勇”，被誉为翻版“鲁迅”。
该剧由博纳影业集团、浙江东阳博海影视有限公司、广东强视影业传媒有限公司、北京天禧永泰文化传播有限公司、北京世纪三友文化发展有限公司、任泉工作室共同制作。

## 收視
由csm数据参考而来，收视率包括全天收视指数和市场(收视)份额参数
| 平台     | 平均收视率 | 平均收视份额 |
| 浙江卫视 | 0.686      | ------       |